# St. Laurentius (Meeder)

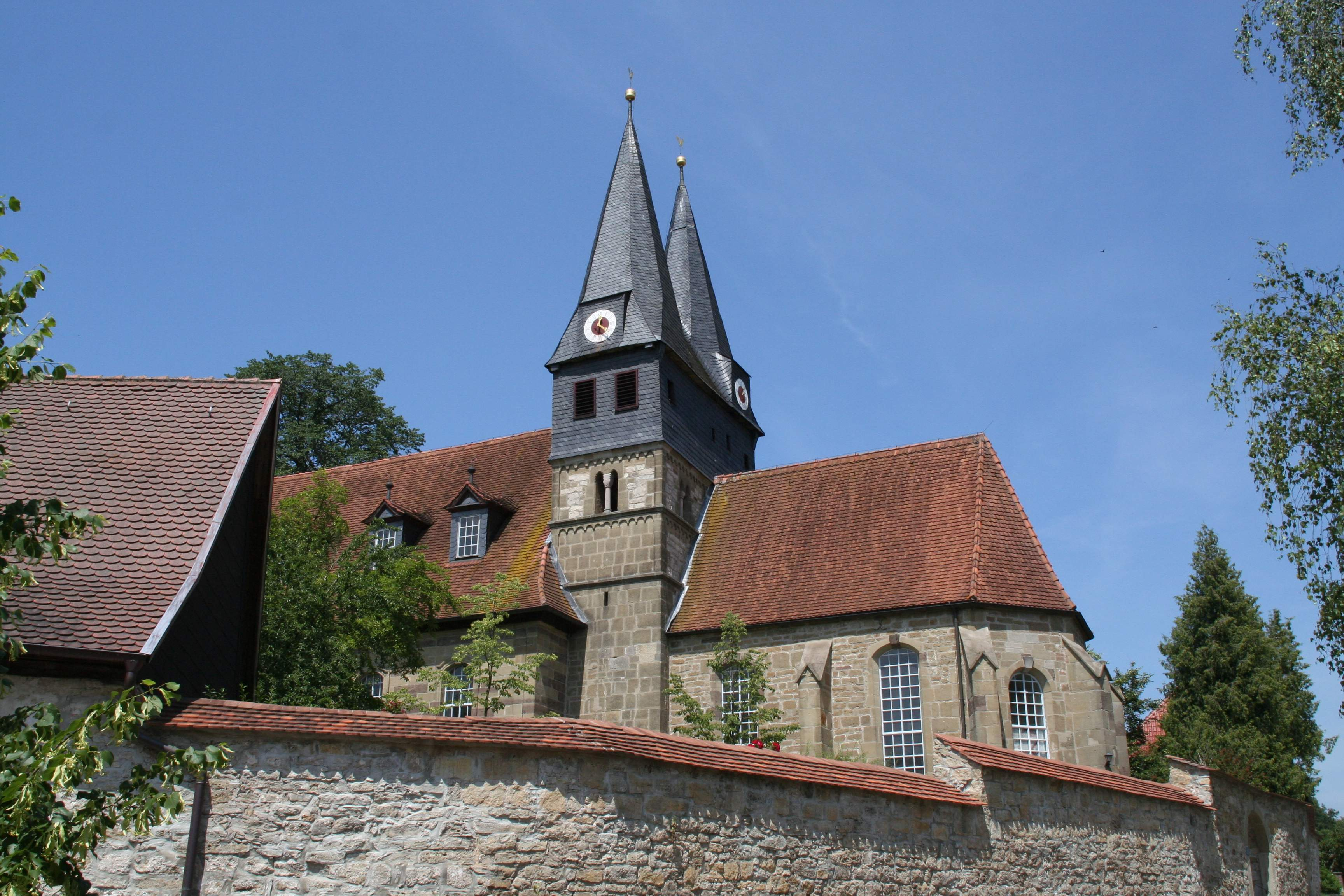
St. Laurentius, Meeder

Die evangelisch-lutherische Kirche St. Laurentius in Meeder stammt in ihren ältesten Teilen, den beiden Kirchtürmen, aus dem 11./12. Jahrhundert.

## Geschichte
Die Pfarrgemeinde Meeder entstand im 9. Jahrhundert oder 10. Jahrhundert. Es war neben der Pfarrei Fechheim die zweite Urgemeinde im Coburger Land. Das Gebiet der Großpfarrei umfasste den Raum zwischen Höhn im Osten, Ahorn im Süden und Neukirchen im Norden. Die erste Kirche, ursprünglich eine Eigenkirche des Würzburger Bischofs, war dem römischen Diakon Laurentius geweiht. Im Jahr 1212 übergab der Würzburger Bischof Otto I. von Lobdeburg die Pfarrei dem Kloster Veilsdorf. Die Grenzen der Großpfarrei waren damals identisch mit denen des Lauterer Centgerichtes. Die Peter- und Paulskirche auf dem Coburger Festungsberg gehörte bis 1217 auch zum Sprengel.
Das Kirchenhaus entstand in mehreren Epochen. Die ältesten Teile sind die romanischen Kirchtürme, die aus dem 11./12. Jahrhundert stammen. Der spätgotische Chorraum wurde im 15. Jahrhundert errichtet. Bautätigkeiten sind für 1412 belegt. Mitte des 16. Jahrhunderts wurde zwischen den Türmen ein Durchgang eingebaut und die Türme aufgestockt. Das Langhaus ist als jüngster Bauabschnitt, als Ersatz eines Vorgängerbaus, im barocken Stil zwischen 1723 und 1724 unter dem Coburger Baumeister Georg Brückner entstanden. Restaurierungen fanden unter anderem 1803 und 1890 statt, eine Neufassung 1870/71. Im Jahr 1937 wurde unter anderem der Altarraum saniert und ein neues Fenster mit einer Darstellung von Christus am Kreuz des Glasmalers Bringmann eingebaut.

## Beschreibung
Die Laurentiuskirche steht auf einer kleinen Erhebung und ist von einer allseits schließenden, ehemaligen Kirchhofbefestigung umgeben. Reste der Gaden sind noch erhalten.

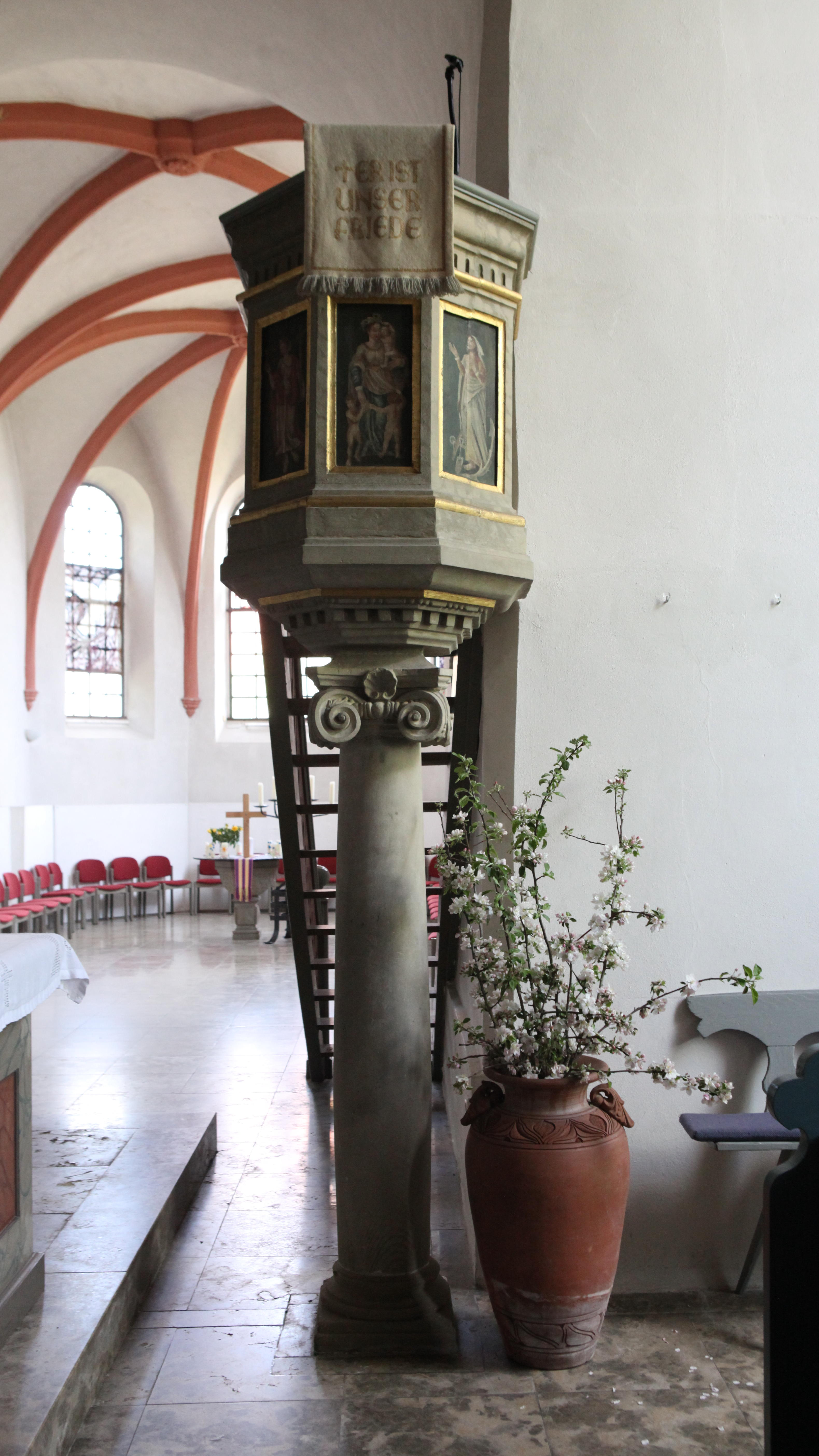
Kanzel

Die Kirche hat als einzige im Coburger Land zwei gleich hohe Kirchtürme. Diese haben quadratische Grundrisse mit etwa vier Meter Kantenlänge und stehen oben 1,2 Meter auseinander. Die Türme haben vier romanische Geschosse, die durch Gesimse getrennt sind. Die unteren Geschosse zeigen einen groben Steinverband, die oberen Rundbogenfriese zwischen Ecklisenen und gedoppelte Öffnungen. Den oberen Turmabschluss bilden ein verschiefertes, zusammenfassendes Fachwerkgeschoss mit rechteckigen Fenstern und ein verschiefertes Walmdach aus dem sich zwei Spitzhelme erheben. Der Kircheninnenraum unter den Türmen, zwischen dem Langhaus und Chorraum gelegen, wird durch ein rund vier Meter weites Tonnengewölbe überspannt.
Der spätgotisch gestaltete, fünfseitige Chorraum ist 10,5 Meter lang und 6,2 Meter breit. Er hat als Decke zwei Joche mit Kreuzrippengewölben, deren kehlprofilierte Rippen von Konsolen getragen werden und Schlusssteine mit Rosetten besitzen. Zwischen den rundbogigen Fenstern sind Strebepfeiler angeordnet. Außen umlaufen ein Sockel- und ein Fensterbankgesims den Chor. Eine kleine Tür unter dem zweiten Fenster der Südseite hat einen spitzbogigen Sturz aus einem Stein.
Die Fassade des im Grundriss rechteckigen, 17,1 Meter langen und 11 Meter breiten Langhauses gliedern fünf hohe Fenster an der Südseite und drei an der Nordseite sowie Pilaster an den Gebäudeecken. Das Satteldach ist mit Dachgauben ausgestattet. Der Innenraum des Langhauses wird durch eine dreigeschossige, dreiseitige Empore aus Holz geprägt, die in den beiden unteren Etagen gefelderte und oben mit Balustern ausgesetzte Brüstungen hat und auf kräftigen Stützen steht. Die Decke des Kirchenschiffes besteht aus hölzernen Halbtonnen über den Emporen und einer Tonne über dem Mittelraum.
Die aus dem frühen 18. Jahrhundert stammende Kanzel, am südlichen Turmpfeiler stehend, besteht aus einer ionischen Mittelsäule und einem Korb, der mit allegorisch-humanistischen Frauenfiguren verziert ist. Im Chorraum hängt an der Nordwand ein Epitaph im Renaissancestil aus gelblichem Sandstein. Er zeigt unten Hans von Sternberg zu Schenkenau, der maßgeblich an der Einführung der Reformation beteiligt war, und seine Gattin Anna vor dem Kreuz und oben den bei der Auferstehung tanzenden Christus. Weitere Grabplatten, unter anderem an der Außenwand auf der Südostseite, erinnern an die Familie. Unter dem Altar befindet sich die Grablege derer von Sternberg.
Beachtenswert sind eine moderne Pietà und der Taufstein aus dem 16. Jahrhundert sowie eine Segenswand.

## Orgel

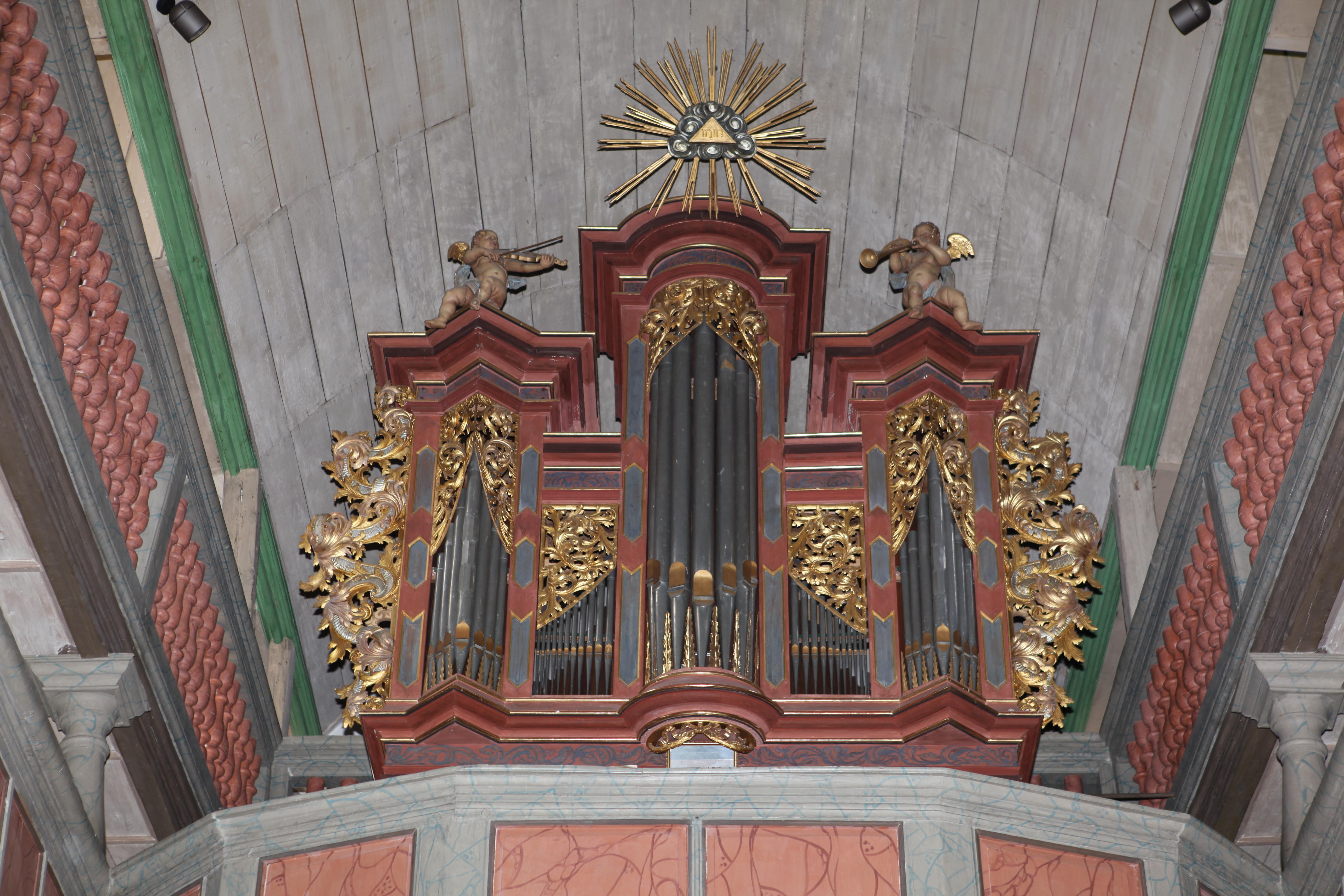
Orgelprospekt

1654 baute der Kulmbacher Orgelmacher Matthias Tretzscher eine neue Orgel, die 1672/73 der Eisfelder Christoph Crapp um eine Disposition erweiterte. Beim Neubau des Kirchenschiffes im Jahr 1723 wurde die Orgel auf die Westempore versetzt und vom Coburger Orgelmacher Paul Daum um zwei Register erweitert sowie mit einem neuen Prospekt versehen. 1733 wurde das Gehäuse von Kunstmaler Johann Heinrich Müller gefasst.
1811 beauftragte die Gemeinde Johann Andreas Hofmann aus Neustadt, die Orgel umzubauen und zu vergrößern. Die Arbeiten an dem fast Neubau mit 20 Registern dauerten rund zwei Jahre und kosteten 808 Gulden. Der Coburger Bildhauer Johann Heinrich Kaufmann fertigte die Schnitzereien zur Orgel. 1941 wurde ein Elektrogebläse installiert. 1961 erfolgte eine Restaurierung mit dem Einbau neuer Register durch den Göttinger Orgelbauer Paul Ott.
Die barocke Orgel hat 24 Register auf zwei Manualen und Pedal. Der fünfteilige Prospekt aus dem Jahr 1723 hat einen hohen Rundturm, Zwischenfelder und seitliche Spitztürme. Über dem Mittelturm in Wolken und Strahlenkranz das Dreifaltigkeitssymbol mit hebräischen Schriftzeichen. Die Prospektpfeifen stammen teilweise aus den Jahren 1654 und 1723. Auf der Orgel lernte Johann Nikolaus Forkel, gebürtiger Meederer, das Orgelspielen.

## Kirchgemeinde
Nach dem Westfälischen Frieden 1648 setzte Herzog Friedrich Wilhelm II. für alle Zeiten den Coburger Friedensdank ein. Diesen feiert seit 1650 die Pfarrei von St. Laurentius jedes Jahr am Sonntag nach Sebaldi (19. August). Nur im Jahr 1944 fiel das Fest aus. Seit 1971 lädt die Gemeinde alle zehn Jahre die ganze Region zu einem großen Friedensfest ein. Zum Kirchsprengel gehören neben Meeder die Ortschaften Birkenmoor, Drossenhausen, Einzelberg, Kleinwalbur, Mirsdorf, Moggenbrunn und Neida. Eine Filialkirche steht in Beuerfeld.